# Primula chasmophila
Primula chasmophila är en viveväxtart som beskrevs av I. B. Balf. och Hutchinson. Primula chasmophila ingår i släktet vivor, och familjen viveväxter. Inga underarter finns listade i Catalogue of Life.

## Bildgalleri

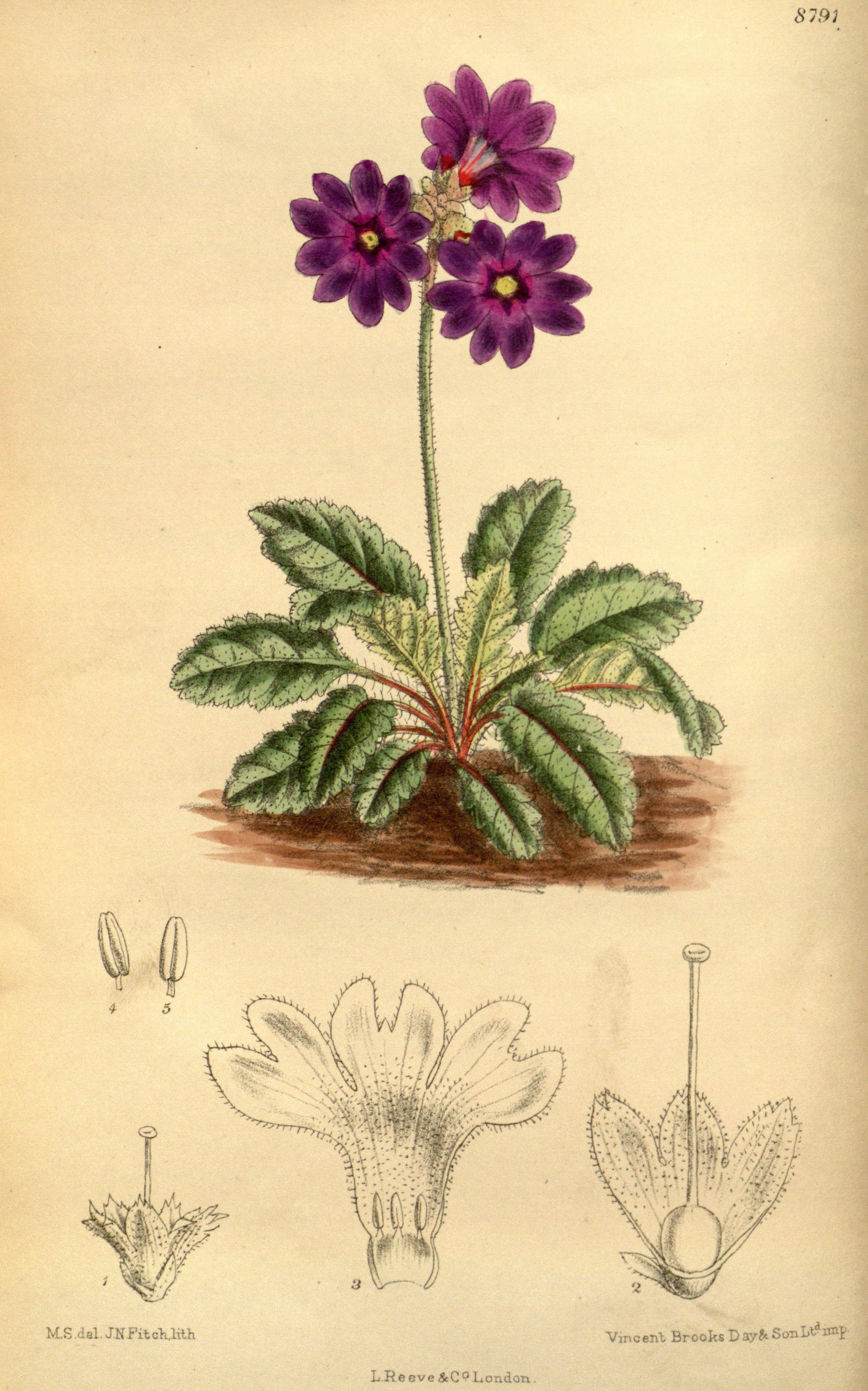